# Morellia
Morellia is een geslacht van insecten uit de familie van de echte vliegen (Muscidae), die tot de orde tweevleugeligen (Diptera) behoort.

## Soorten
- M. aenescens Robineau-Desvoidy, 1830
- M. asetosa Baranov, 1925
- M. hortorum (Fallen, 1817)
- M. micans (Macquart, 1855)
- M. podagrica (Loew, 1857)
- M. scapulata (Bigot, 1878)
- M. simplex (Loew, 1857)